# Greg Monroe
Gregory Keith Monroe jr., detto Greg (Harvey, 4 giugno 1990), è un ex cestista statunitense, professionista nella NBA e in Europa.

## Carriera

### College
Nonostante non sia un playmaker nella sua carriera al college dimostra di avere una buona visione di gioco e di saper giocare molto bene fronte a canestro mentre fatica molto di più quando gioca spalle al canestro. 
Molto bravo a rimbalzo dove riesce a sfruttare molto bene il suo fisico, che sfrutta anche in difesa. 
Nonostante il suo fisico molto pesante non si tira indietro quando la squadra parte in contropiede.
Nella sua stagione da matricola alla Georgetown University è stato nominato Big East Rookie of the Year.
Nella stagione 2009-10, giocando nelle file dei Georgetown Hoyas, ha messo a referto nei 34 incontri disputati una media di 16,1 punti, 3,8 assist e 1,5 stoppate in 34,2 minuti.
Una perla della sua carriera collegiale è la gara contro Syracuse al Torneo della Big East: piazzatosi in mezzo alle due linee della zona 2-3 di coach Boeheim, ha dominato la partita, chiudendo con ben 7 assist, oltre ai 17 punti e ai 10 rimbalzi.

### NBA
Il 24 giugno 2010 al draft NBA viene chiamato come settima scelta assoluta dai Detroit Pistons.

## Statistiche

### NCAA
| Anno      | Squadra          | PG | PT | MP   | TC%  | 3P%  | TL%  | RP  | AP  | PRP | SP  | PP   |
| --------- | ---------------- | -- | -- | ---- | ---- | ---- | ---- | --- | --- | --- | --- | ---- |
| 2008-2009 | Georgetown Hoyas | 31 | 31 | 30,9 | 57,0 | 33,3 | 70,0 | 6,6 | 2,6 | 1,8 | 1,4 | 12,7 |
| 2009-2010 | Georgetown Hoyas | 34 | 33 | 34,2 | 52,5 | 25,9 | 66,0 | 9,7 | 3,7 | 1,2 | 1,5 | 16,2 |
| Carriera  | Carriera         | 65 | 64 | 32,6 | 54,2 | 27,3 | 67,7 | 8,2 | 3,2 | 1,5 | 1,5 | 14,5 |

#### Massimi in carriera
- Massimo di punti: 29 vs Villanova (17 gennaio 2010)[2]
- Massimo di rimbalzi: 16 (2 volte)
- Massimo di assist: 12 vs Providence (9 febbraio 2010)
- Massimo di palle rubate: 5 (3 volte)
- Massimo di stoppate: 5 (2 volte)
- Massimo di minuti giocati: 42 vs Memphis (13 dicembre 2008)

### NBA

#### Regular season
| Anno      | Squadra            | PG  | PT  | MP   | TC%  | 3P% | TL%  | RP   | AP  | PRP | SP  | PP   |
| --------- | ------------------ | --- | --- | ---- | ---- | --- | ---- | ---- | --- | --- | --- | ---- |
| 2010-2011 | Detroit Pistons    | 80  | 48  | 27,8 | 55,1 | 0,0 | 62,2 | 7,5  | 1,3 | 1,2 | 0,6 | 9,4  |
| 2011-2012 | Detroit Pistons    | 66  | 66  | 31,5 | 52,1 | 0,0 | 73,9 | 9,7  | 2,3 | 1,3 | 0,7 | 15,4 |
| 2012-2013 | Detroit Pistons    | 81  | 81  | 33,2 | 48,6 | 0,0 | 68,9 | 9,6  | 3,5 | 1,3 | 0,7 | 16,0 |
| 2013-2014 | Detroit Pistons    | 82  | 82  | 32,8 | 49,7 | 0,0 | 65,7 | 9,3  | 2,1 | 1,1 | 0,6 | 15,2 |
| 2014-2015 | Detroit Pistons    | 69  | 57  | 31,0 | 49,6 | -   | 75,0 | 10,2 | 2,1 | 1,1 | 0,5 | 15,9 |
| 2015-2016 | Milwaukee Bucks    | 79  | 67  | 29,3 | 52,2 | 0,0 | 74,0 | 8,8  | 2,3 | 0,9 | 0,8 | 15,3 |
| 2016-2017 | Milwaukee Bucks    | 81  | 0   | 22,5 | 53,4 | 0,0 | 74,1 | 6,6  | 2,3 | 1,1 | 0,5 | 11,7 |
| 2017-2018 | Milwaukee Bucks    | 5   | 0   | 15,8 | 48,5 | -   | 50,0 | 5,0  | 1,0 | 0,0 | 0,0 | 6,8  |
| 2017-2018 | Phoenix Suns       | 20  | 14  | 23,3 | 62,6 | -   | 67,4 | 8,0  | 2,5 | 0,8 | 0,3 | 11,3 |
| 2017-2018 | Boston Celtics     | 26  | 0   | 19,1 | 53,0 | -   | 79,7 | 6,3  | 2,3 | 1,1 | 0,7 | 10,2 |
| 2018-2019 | Toronto Raptors    | 38  | 2   | 11,1 | 46,0 | 0,0 | 57,4 | 4,1  | 0,4 | 0,3 | 0,2 | 4,8  |
| 2018-2019 | Boston Celtics     | 2   | 0   | 2,5  | 60,0 | -   | -    | 1,5  | 0,5 | 0,0 | 0,0 | 3,0  |
| 2018-2019 | Philadelphia 76ers | 3   | 0   | 17,3 | 65,2 | 100 | 90,9 | 4,3  | 2,3 | 0,3 | 0,0 | 13,7 |
| 2021-2022 | Minnesota T'wolves | 4   | 0   | 20,3 | 59,1 | -   | 42,9 | 6,0  | 4,0 | 1,0 | 1,5 | 7,3  |
| 2021-2022 | Wash. Wizards      | 2   | 0   | 9,0  | 50,0 | -   | -    | 5,0  | 0,5 | 0,5 | 0,5 | 4,0  |
| 2021-2022 | Milwaukee Bucks    | 5   | 0   | 14,0 | 50,0 | -   | 55,6 | 4,2  | 0,4 | 0,6 | 0,4 | 5,4  |
| 2021-2022 | Utah Jazz          | 3   | 0   | 8,7  | 80,0 | -   | 57,1 | 3,0  | 1,0 | 0,0 | 0,3 | 4,0  |
| Carriera  | Carriera           | 646 | 417 | 27,4 | 51,4 | 5,9 | 70,3 | 8,2  | 2,1 | 1,1 | 0,6 | 13,0 |

#### Play-off
| Anno     | Squadra            | PG | PT | MP   | TC%  | 3P%  | TL%  | RP  | AP  | PRP | SP  | PP   |
| -------- | ------------------ | -- | -- | ---- | ---- | ---- | ---- | --- | --- | --- | --- | ---- |
| 2017     | Milwaukee Bucks    | 6  | 0  | 23,5 | 52,9 | -    | 83,3 | 7,3 | 1,7 | 1,3 | 0,5 | 13,2 |
| 2018     | Boston Celtics     | 11 | 0  | 9,5  | 50,0 | -    | 68,2 | 3,2 | 0,5 | 0,2 | 0,2 | 4,8  |
| 2019     | Philadelphia 76ers | 10 | 1  | 9,0  | 40,0 | 25,0 | 77,8 | 3,1 | 0,4 | 0,5 | 0,4 | 4,0  |
| 2022     | Minnesota T'wolves | 2  | 0  | 3,5  | 40,0 | -    | -    | 1,0 | 0,5 | 1,0 | 0,0 | 2,0  |
| Carriera | Carriera           | 29 | 1  | 11,8 | 51,7 | 25,0 | 77,0 | 3,9 | 0,7 | 0,6 | 0,3 | 6,1  |

#### Massimi in carriera
- Massimo di punti: 35 vs Toronto Raptors (19 dicembre 2012)[3]
- Massimo di rimbalzi: 21 vs Denver Nuggets (6 febbraio 2015)
- Massimo di assist: 11 vs Sacramento Kings (7 novembre 2012)
- Massimo di palle rubate: 4 (20 volte)
- Massimo di stoppate: 4 (2 volte)
- Massimo di minuti giocati: 44 vs New York Knicks (27 febbraio 2015)

## Palmarès

### Individuale
- McDonald's All-American Game (2008)
- NCAA AP All-America Third Team (2010)
- NBA All-Rookie Second Team (2011)